# Viktor Scholz
Viktor Scholz (* 10. Februar 1935 in Taganrog, Sowjetunion, als Vitja Wladimirowitsch Kammeschow; † 31. März 2023) war ein deutscher Kirchenmusikdirektor und Konzertorganist.

## Leben
Viktor Scholz wurde als Vitja Wladimirowitsch Kammeschow in der am Asowschen Meer liegenden Hafenstadt Taganrog geboren und verbrachte dort seine Kindheit. Sein Vater war Cellist und Generalmusikdirektor der Stadt, seine Mutter stammte aus Moskau und war von Beruf Flugzeugkonstrukteurin. Während des Zweiten Weltkrieges war Taganrog von 1941 bis 1943 von deutschen Truppen besetzt. 1945 flüchtete seine Mutter mit ihm nach Deutschland. Die beiden gelangten nach Essen, wo seine Mutter als Haushälterin bei dem Theologen Ernst Zenses tätig wurde. Scholz’ Vater war im Krieg als Soldat gefallen. Scholz wurde von Zenses gefördert und erhielt seine musikalische Grundausbildung von 1947 bis 1954 in Essen bei Musikdirektor Heinz Gilhaus.
Danach studierte er an der Bischöflichen Kirchenmusikschule St. Gregoriushaus in Aachen und schloss mit dem Kantorenexamen ab. Es folgte ein Studium an der Folkwangschule für Musik in Essen, das Scholz 1959 mit dem staatlichen Musiklehrerexamen für die Fächer Klavier und Orgel abschloss, im Fach Orgel mit Auszeichnung.

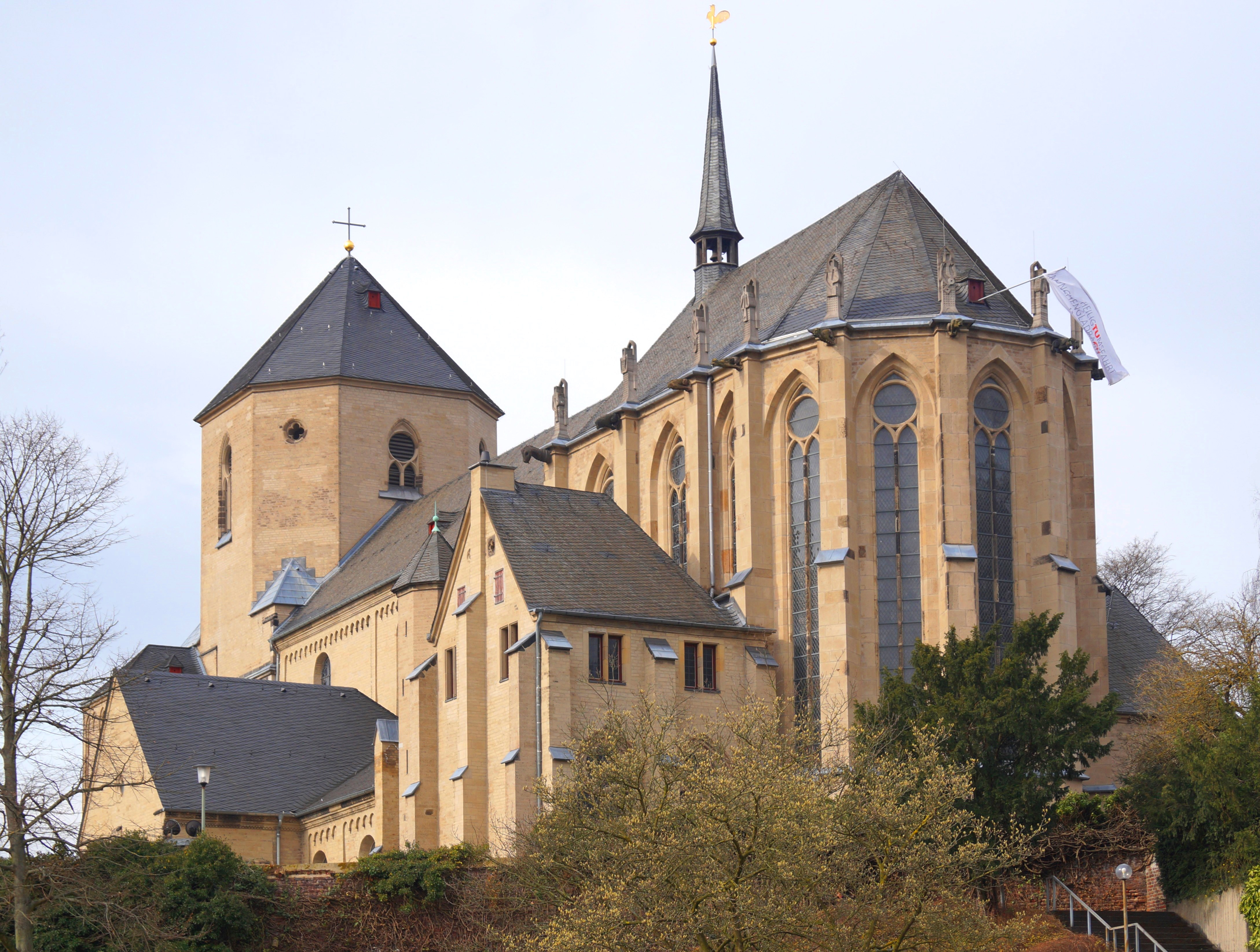
Das Mönchengladbacher Münster St. Vitus, an dem Viktor Scholz von 1958 bis 2000 als Kantor tätig war

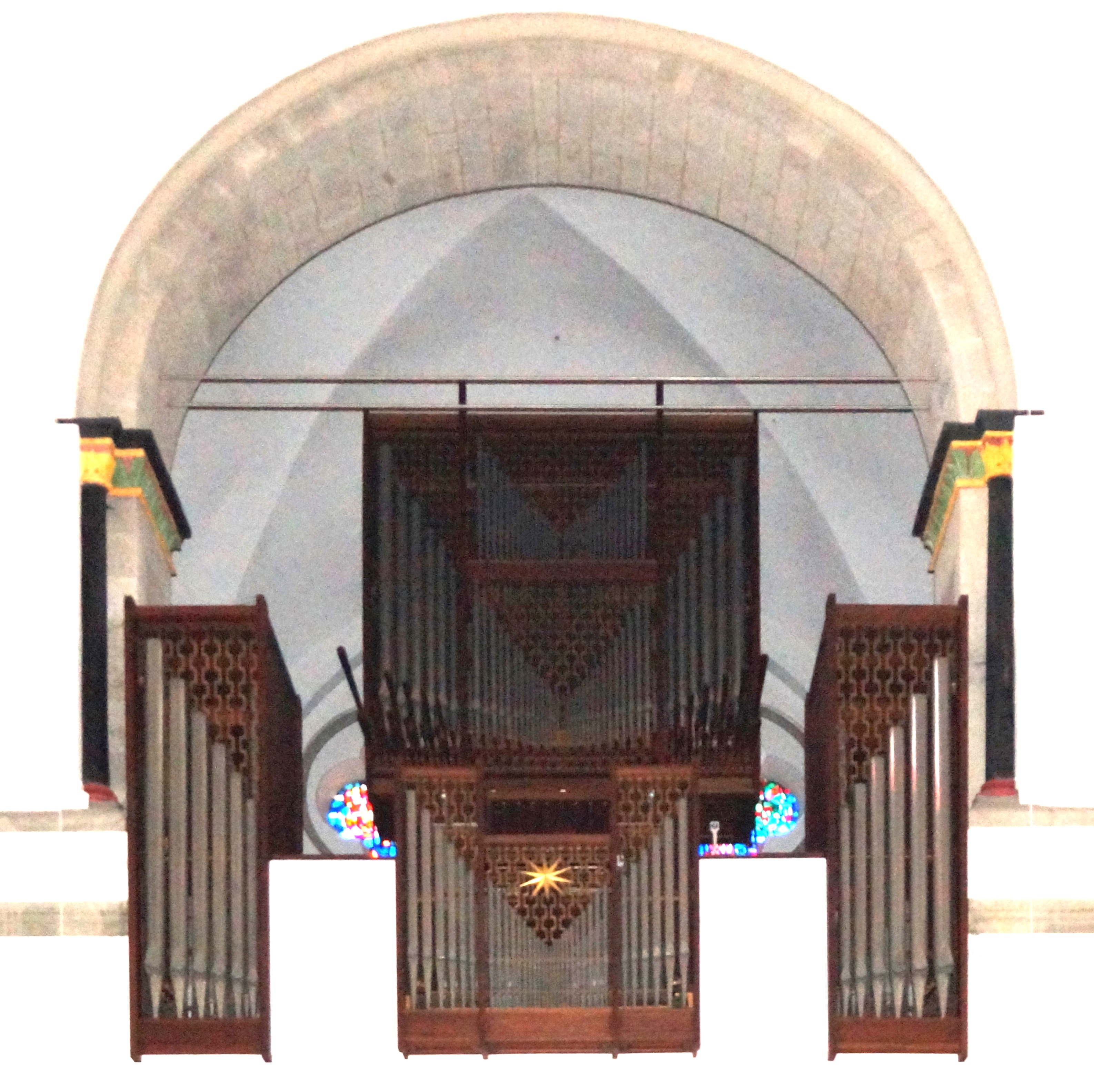
Der Orgelprospekt des Münsters St. Vitus in Mönchengladbach

Scholz übernahm Ende 1957 als Organist eine Krankheitsvertretung am Münster St. Vitus in Mönchengladbach und wurde anschließend dort ab dem 1. Januar 1958 als Kantor angestellt. Er übte das Amt mehr als vier Jahrzehnte lang aus und ging im Jahr 2000 in den Ruhestand. Daneben arbeitete er als Dozent für künstlerisches Orgelspiel und Improvisation am St. Gregoriushaus in Aachen. Ab 1974 war er Orgelsachverständiger des Bistums Aachen. Eine umfangreiche Konzerttätigkeit führte ihn durch Europa und Japan. 1985/86 wurde er von Diözesanbischof Klaus Hemmerle zum Kirchenmusikdirektor ernannt.
Viktor Scholz war verheiratet und lebte mit seiner Frau in Mönchengladbach. Aus der Ehe gingen drei Kinder hervor, von denen zwei ebenfalls mit Musik zu tun haben: Veit Scholz ist Solofagottist bei den Düsseldorfer Symphonikern, Martin Scholz ist Orgelbauer in Mönchengladbach.

## Werk
Viktor Scholz zeichnete sich durch seinen unverwechselbaren, geradezu predigenden Interpretationsstil aus, den er seinen Schülern und Mitarbeitern engagiert weitervermittelte. Einen besonderen Namen machte sich Scholz mit den Interpretationen von Der Kreuzweg und Symphonie-Passion von Marcel Dupré und den großen Orgelwerken von Max Reger.

## Auszeichnungen
Im Jahre 1982 wurde Scholz mit der Stadtplakette der Stadt Mönchengladbach ausgezeichnet.

## Diskografie
- Viktor Scholz spielt Werke von J. S. Bach u. K. Thieme. Pape, 1974
- Viktor Scholz spielt auf der Beckerath-Orgel, Hänssler Verlag, 1975
- Die Albiez-Orgel in der Mutterhauskirche zum Hl. Vinzenz. Psallite, 1976
- Viktor Scholz spielt Werke von Brahms, Fuchs und Schumann. Fono-Schallplattengesellschaft, 1979
- Die Oberlinger-Orgel in der Kath[olischen] Pfarrkirche S[ank]t Lambertus zu Erkelenz. Organophon, 1979
- Ars organi: Münster-Basilika zu Mönchengladbach. Aulos-Schallplatten-Produktion, Fono-Schallplattengesellschaft, 1980
- Die Orgel in der Basilika Steinfeld. Melos-Schallplattenverlag, Mönchengladbach, 1981
- Pastorale für Englischhorn und Orgel. Audite Musikproduktion, Fono-Schallplattengesellschaft, 1996
- Habemus Papam. Das Vermächtnis des Karol Wojtyla. Musikado, 2003